# Josep Subirachs
Josep Maria Subirachs i Sitjar, katalonski (španski) kipar, * 11. marec 1927, Barcelona, † 7. april 2014, Barcelona.
Je eden najznamenitejših katalonskih kiparjev. Njegovo najbolj znano delo je skulptura pasijona na pročelju Bazilike svete Družine (Sagrada familia) v Barceloni, kontroverzna zaradi tega, ker je vztrajal pri svojem slogu, ki se močno razlikuje od sloga izvirnega arhitekta Gaudíja.
Po njem je bil poimenovan asteroid 134124 Subirachs.